# Киселёв, Анатолий Афанасьевич
Анатолий Афанасьевич Киселёв (26 января 1931 — 2000) — советский игрок в хоккей с мячом и хоккей с шайбой, нападающий. Мастер спорта СССР.

## Биография
В хоккей с мячом играл за ленинградские команды «Красная заря» (1948—1952) и «Энергия» (1952).
Был в составе футбольной команды КФК «Динамо» Горький (1949—1951).
В хоккее с шайбой выступал за «Динамо» Горький (1950/51, 1959/60, 1962/63), «Торпедо» Горький (1952/53 — 1954/55), «Крылья Советов» (1955/56 — 1957/58), «Труд» Ижевск (1958/59).
Чемпион СССР 1956/57.
Первый старший тренер (играющий) команды «Труд» Ижевск.